# Цейтлин, Марк Захарович
Марк Заха́рович Це́йтлин (6 сентября 1901, Ростов-на-Дону — 18 октября 1971, Москва) — советский сценарист и редактор, представитель историко-документального жанра в неигровом кино. Инициатор и один из организаторов хроникального кинофотоархива СССР.

## Биография
Родился в Ростове-на-Дону, в семье кроме него было ещё два брата. После гимназии поступил в Донской университет, историко-филологический факультет которого окончил 1923 году. В 1920 году как комендант поезда сопровождал Сергея Есенина в поездке в Баку и Тифлис.
Работал научным сотрудником Музея революции СССР в Москве (с 1924 года — Государственный музей революции СССР). По заданию дирекции музея в декабре 1925 — январе 1926 годов как завотдела социалистического строительства предпринял поездку в Ленинград. Целью был поиск материалов, связанных с заседаниями конгресса Коминтерна и пребыванием его участников в Петрограде, для этого встречался с художниками, фотографами, частными лицами — очевидцами тех событий (среди них — В. К. Булла). Случай привёл на студию «Севзапкино», где на складе так называемой «битой плёнки» ему удалось обнаружить подлинные историко-революционные документальные кадры.
Заручившись помощью и поддержкой Бела Куна, заведовавшего Агитпропотделом Исполкома Коминтерна, и директора Музея революции С. И. Мицкевича, через Ленсовет добился прекращения утилизации плёнок, а также возможности ознакомления и беспрепятственного вывоза отобранного в адрес Музея революции. Среди обнаруженных на «Севзапкино» сюжетов были «Разгон Учредительного собрания», «Депутат Пуришкевич выступает на митинге перед Таврическим дворцом», «Мирные переговоры в Брест-Литовске». В Москве для размещения и работы с киноматериалами в подвале музея выделили две комнаты. Так было положено начало создания советского архива кинохроники.
На Московской студии «Совкино», куда Цейтлин заходил за консультациями, состоялось знакомство с заведовавшим монтажной Сергеем Васильевым и Эсфирью Шуб, монтажёром . Тогда же в Коммунистическом университете имени Я. М. Свердлова (ныне — Театр «Ленком») состоялся первый публичный показ ленинградского материала, на нём присутствовали члены ЦКК ВКП(б) А. С. Енукидзе и А. В. Луначарский. Итогом стало Постановление Совета народных комиссаров РСФСР от 4 февраля 1926 года «О передаче центральному архиву РСФСР негативов фотоснимков и кинофильм, имеющих историко-революционный интерес», в разработке которого принял участие сам Цейтлин. Вдвоём с Н. Ф. Преображенским он также активно участвовал в работе комиссии под председательством историка М. К. Любавского, которая должна была в короткие сроки выработать Инструкцию — механизм приведения Постановления Совнаркома в действие.
С мая 1926 года как сотрудник Музея революции работал в комиссии Центрархива СССР по отбору фотокинонегативов. Взаимодействовал с киносектором Академии искусствознания
Увлечённый идеей популяризации исторической кинохроники, её тематической организации, задумал и обосновал перед руководством  «Совкино» план трёх совместных с Музеем революции историко-документальных фильмов, начиная с Февральской революции 1917 года. Поддержанный К. М. Шведчиковым, председателем правления «Совкино», с этого же года приступил к работе с Э. Шуб над их воплощением.
С 1929 года работал в редакции Всесоюзного треста «Союзкинохроники» в Москве (Московская студия кинохроники — с 1933 года), с 1931 года — её главный редактор. По должности активно участвовал в работе выездных редакций кинопоезда «Союзкино», в частности на Северный Кавказ, был премирован.
В 1930-е годы был также старшим научным сотрудником НИКФИ. На студии кинохроники проработал до 1935 года.
В 1941 году назначен главным редактором Алма-Атинской студии кинохроникально-документальных фильмов. В 1941—1943 годах преподавал во ВГИКе, эвакуированном в Алма-Ату. Руководил мастерской на сценарном факультете, активно способствовал утверждению сценария как основы документального фильма, ввёл в программу обучения курс драматургии документального кино.
После войны работал над киносценариями для научно-популярного, документального, а также кинопериодики («На стальных магистралях», «Наука и техника»). Автор журнальных статей и очерков по вопросам кино, нескольких пьес (в соавторстве), радиопередач.
Член Ассоциации работников революционной кинематографии (АРРК) и Всероссийского общества советских драматургов и композиторов, член Союза кинематографистов СССР.
Скончался 18 октября 1971 года в Москве. Похоронен на Химкинском кладбище.

### Семья
- отец — Зельман Меерович (Захар Маркович) Цейтлин (1859— ?), вольнопрактикующий врач[24], затем ординатор Ростовской еврейской больницы, специалист в области акушерства и венерических заболеваний[25][26], в 1901 году вместе с женщиной-врачом М. А. Бабель-Бухштаб в Ростове учредил гинекологическую лечебницу с родильным приютом[27], в 1912 году уже самостоятельно — частную лечебницу З. М. Цейтлина[28][29]. Мать — Елизавета Александровна[30];
- брат — Александр Захарович Цейтлин (1894—1985), доктор медицинских наук[31], профессор и заведующий кафедрами общей и факультетской хирургии Харьковского медицинского института[32][33];
- брат — Виктор Захарович Цейтлин (1905— ?), инженер-майор, служил в бронетанковых и механизированных войсках Красной армии, участник войны, награждён боевыми орденами и медалями[34][35], кандидат технических наук[36];
- жена — Елена Евсеевна Черняк (1926—2015), кинодраматург, работала на студии «Диафильм» (после смерти М. З. Цейтлина была замужем за сценаристом И. Л. Прутом)[1].

## Фильмография
Сценарист
- 1927 — Падение династии Романовых (совместно с Э. Шуб)
- 1930 — 13 дней / Процесс по делу «Промпартии»
- 1930 — Сегодня (совместно с Э. Шуб)
- 1938 — Будем как Ленин
- 1939 — Сергей Миронович Киров
- 1940 — День нового мира
- 1940 — Наше кино. XX лет советской кинематографии
- 1941 — Навстречу солнцу[37]
- 1946 — Ворота Каспия
- 1946 — Сердце Родины (совместно с Б. Яглингом)[38]
- 1948 — Рассказ об угле
- 1948 — Советская Якутия
- 1949 — Победа в пустыне
- 1955 — Солнечный камень (совместно с И. Васильковым)
- 1958 — В московском планетарии
- 1963 — М. С. Щепкин[39]
- 1972 — Николай Погодин

Научный консультант
- 1927 — Великий путь[40]
- 1927 — Падение династии Романовых
- 1928 — Россия Николая II и Лев Толстой (не сохранился)

## Награды
- нагрудный значок «20 лет советской кинематографии» (1940);
- медаль «За доблестный труд в Великой Отечественной войне 1941—1945 гг.» (1947);
- почётная грамота ЦК профсоюза работников культуры — «за активную общественную работу» (1957)[1].

## Взгляд из современности
Ранняя деятельность Цейтлина, не имевшего достаточного представления о специфике сохранения фильмов, подпадает под огонь критики — прежде всего не за музейный даже, а «какой-то трофейный подход» — как можно было с данными ему широкими полномочиями не попытаться выявить в «Севзапкино» наличие негативов к найденным позитивным копиям?

Как можно было произвольно, тематически склеивать сюжеты, вынимая их из конкретных фильмов, прозведённых конкретными студиями? Как можно было демонстрировать на экране, быть может, единственные экземпляры тех или иных хроникальных выпусков? Как можно было при первом просмотре, с помощью лупы, «уверенно отделять» инсценированные батальные сцены от документальных?
— Александр Дерябин, «Киноведческие записки» № 55 2001

## Комментарии
1. ↑  Вопрос о централизованном сборе иллюстративного материала, фото- и кинокадров, представляющих «историко-революционный» интерес поднимался директором Музея революции С. И. Мицкевичем ещё весной 1925 года на I съезде архивных работников РСФСР[4].
В мемуарах М. З. Цейтлина упомянуты Первый и Второй конгресс Коминтерна, но лишь последний из них проходил в Петрограде[5].
2. ↑  После ознакомления с внушительным к тому моменту архивом Булла Цейтлин задумался о непозволительности нахождения уникальных свидетельств эпохи в частных руках:
…мне представлялось, что государство должно вмешаться в такое важное дело, должно принять, и как можно скорее, решительные меры, чтобы спасти, уберечь и овладеть всеми этими ценнейшими историко-революционными фотодокументами.Марк Цейтлин, 1969[5]
3. ↑  В январе 1926 года студия «Севзапкино» ещё находилась на Сергиевской улице, 30[7].
4. ↑  По мнению историка кино Александра Дерябина о сохранности негативов и связанных с фильмами материалов в 1920 годы ещё мало кто задумывался: «Кинопредпринимателей интересовала главным образом сиюминутная коммерческая выгода, во имя которой фильмы выпускались во множестве разных редакций, позитивы изнашивались буквально до дыр, а ленты, исчерпавшие свой коммерческий ресурс, без долгих колебаний уничтожались»[4].
5. ↑  Начатый Центрархивом сбор фото- и киноматериалов послужил основой учреждённому в 1928 году Центральному государственному архиву кинофотодокументов СССР[15].